# Sefer Emini
Sefer Emini (Nordmakedonsk: Сефер Емини; født den 15. juli 2000) er en makedonsk fodboldspiller der spiller for Sønderjyske Fodbold.

## Karriere
Eminis professionelle debut kom den 26. maj 2019 mod FK Pobeda. Han kom ind fra bænken efter 53 minutter. Han skiftede til russiske Akron den 16. oktober 2020. Og fik sin debut i Rusland den 7. november 2020 i en kamp mod Krylia Sovetov Samara.
Den 22. august 2022 blev det annonceret at SønderjyskE henter spilleren på en treårig kontrakt indtil 2025. Han scorede sit første mål i Danmark i en 1. divisions-kamp mod Vendsyssel FF den 19. september 2022.